# Dornfelder

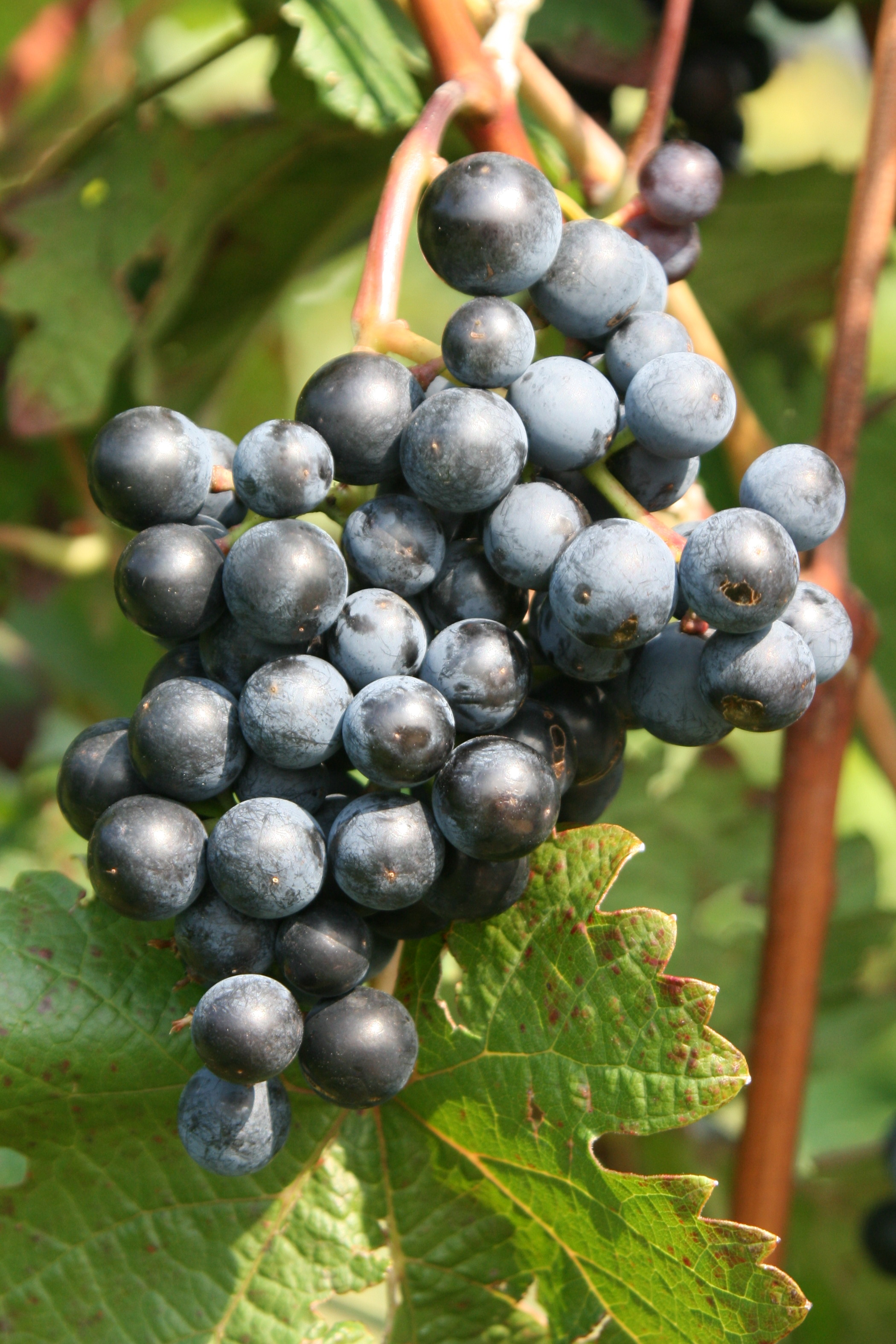
Dornfelder

Der Dornfelder ist eine frühreifende Rotweinsorte. August Herold erhielt sie 1955 als Neuzüchtung an der Staatlichen Lehr- und Versuchsanstalt für Wein- und Obstbau in Weinsberg durch Kreuzung der Sorten Helfensteiner und Heroldrebe. Benannt ist sie nach dem Kameralverwalter Immanuel Dornfeld, dem Gründer der Weinbauschule. Sortenschutz und Zulassung durch das deutsche Bundessortenamt erhielt sie 1979 bzw. 1980 und ist 2010 abgelaufen. Kleine Bestände sind auch in der Schweiz bekannt (21 Hektar, Stand 2018).
Die Sorte wurde nach ihrer Farbintensität selektiert und ursprünglich als Deckwein angebaut. Sie sollte als Verschnittpartner anderer roter Rebsorten dem daraus gekelterten Wein mehr Farbe verleihen. In neuerer Zeit wurde der Dornfelder jedoch immer stärker auch sortenrein ausgebaut und ist inzwischen in den unterschiedlichen Qualitätsstufen erhältlich. Gemeinhin gilt der aus Dornfelder gewonnene Wein als harmonisch. Diverse Prämierungen, u. a. bei Weinverkostungen der Deutschen Landwirtschafts-Gesellschaft e. V. (DLG), deuten darauf hin, dass der Dornfelder seinen Ruf, nur ein einfacher Rotwein zu sein, teilweise zu Unrecht trägt.
Der Dornfelder eignet sich auch als Tafeltraube.

## Ampelographische Sortenmerkmale
- Die Triebspitze ist offen. Sie ist stark behaart.
- Die großen Blätter sind fünflappig und mitteltief gebuchtet. Die Stielbucht ist geschlossen und weit überlappend. Das Blatt ist grob gezähnt. Die Blattoberfläche (auch Spreite genannt) ist dunkelgrün gefärbt.
- Die konusförmige Traube ist groß bis sehr groß und mitteldichtbeerig. Die rundlichen Beeren sind groß und von blauschwarzer Farbe. Die Beere ist dickschalig.

Der Dornfelder treibt mittelfrüh aus und ist somit empfindlich gegen eventuelle späte Frühjahrsfröste. Aufgrund seiner mittelguten Holzreife ist seine Winterfrosthärte nicht sehr ausgeprägt.

## Ertrag
Der Ertrag des Dornfelder ist sehr hoch. Zur Erzeugung guter Weinqualitäten ist eine konsequente Ertragsbeschränkung über den Rebschnitt (→ Reberziehung) unerlässlich.

## Ansprüche
Die Reben sind wenig anspruchsvoll an die Bodenbeschaffenheit. Dornfelder ist empfindlich gegen Frost, Trockenheit und Pilzkrankheiten wie Peronospora. Wegen der dicken Beerenschale und der lockerbeerigen Traube ist der Dornfelder kaum von Rohfäule betroffen. Die Rebsorte ist anfällig für die Kirschessigfliege (Drosophila suzukii).

## Wein
Der Wein aus Dornfelder hat eine schwarzrote Farbausprägung und einen fruchtigen Geschmack. Die Säureausprägung (→ Säure (Wein)) ist eher moderat, was säureempfindlichen Verbrauchern entgegenkommt. Mit dem hohen Farbstoffgehalt geht auch ein hoher Gerbstoffanteil einher. Aufgrund seiner Charakteristik eignet er sich auch zum Ausbau in Eichenholzfässern (Barrique).
Aufgrund der Nachfrage nach farbintensiven Rotweinen hat sich der Dornfelder in Deutschland zu einer Modesorte entwickelt. Zunehmend wird Dornfelder auch weiß gekeltert und als Stillwein zu Schaumwein weiterverarbeitet. Bei kurzer Maischegärung entstehen (häufig liebliche) Roséweine. In der Pfalz wird der Dornfelder auch zu Federrotem ausgebaut.

## Verbreitung
Die Sorte Dornfelder hat ihre wesentliche Anbaufläche in Deutschland. In anderen Weinbauländern hat sie keine Anbaubedeutung.
Angegeben werden die Dornfelder-Anbauflächen in ha und deren Anteil (in %) an der gesamten Rebfläche des jeweiligen Weinbaugebiets. Demzufolge besonders beliebt ist der Dornfelder in der Pfalz und in Rheinhessen, dort wächst er auf über 13 % der Rebfläche dieser Weinbaugebiete.
| Anbaugebiet       | Fläche ha | Anteil % |
| Deutschland       | 8.129     | 7,9      |
| Rheinland-Pfalz   | 7.495     | 11,7     |
| Rheinhessen       | 3.535     | 13,3     |
| Pfalz             | 3.164     | 13,4     |
| Nahe              | 448       | 10,7     |
| Mosel             | 322       | 3,7      |
| Ahr               | 14        | 2,4      |
| Mittelrhein       | 12        | 2,7      |
| Baden-Württemberg | 373       | 1,4      |
| Bayern            | 151       | 2,4      |
| Neue Bundesländer | 76        | 5,9      |
| Hessen            | 32        | 0,9      |

## Neuzüchtungen mit Dornfelder
Züchtungen mit dem Dornfelder: Cabernet Dorio, Cabernet Dorsa, Monarch und Acolon.